# Dorsum Grabau
Dorsum Grabau – grzbiet na powierzchni Księżyca  o długości około 121 km. Znajduje się na współrzędnych selenograficznych ☾ 29,4°N 15,9°W/29,400000 -15,900000. Dorsum Grabau znajduje się na Mare Imbrium.
Nazwa grzbietu została nadana w 1976 roku przez Międzynarodową Unię Astronomiczną i pochodzi od Amadeusa Grabau (1870-1946), niemiecko-amerykańskiego paleontologa i geologa.